# Les Nouveaux Vengeurs
Les Nouveaux Vengeurs (« The New Avengers » en version originale) est le nom d'un groupe de super-héros évoluant dans l'univers Marvel de la maison d'édition Marvel Comics. Créée par le scénariste Brian Michael Bendis et le dessinateur David Finch, l'équipe apparaît pour la première fois dans le comic book The New Avengers #1 en novembre 2004 (numéro daté de janvier 2005).
La traduction française paraît dans le magazine Marvel Icons depuis le no 5 (Marvel France, septembre 2005), magazine renommé Iron Man en juillet 2012. 

## Première série (2004-2010)

### Résumé
Six mois après les événements de l'histoire Avengers Disassembled, des super-héros tirés des différentes séries de comics Marvel sont réunis à l'occasion d'une évasion massive de super-vilains de la prison de très haute sécurité du Raft à Rikers Island.
Captain America (avec l'appui d'Iron Man) décide alors de remonter une équipe de Vengeurs avec les héros présents au Raft ce soir-là. Tous acceptent, à l'exception de Matt Murdock (alias Daredevil). Leur première mission est de retrouver les commanditaires de l'évasion de masse du Raft, et d'empêcher les quarante-six super-criminels évadés de nuire.

### Composition de l'équipe
L'équipe des New Avengers est composée de Captain America et Iron Man (anciens Vengeurs), Spider-Man, Spider-Woman (Jessica Drew, agent du SHIELD), Wolverine des X-Men, Luke Cage, Sentry  et Ronin (une connaissance de Daredevil). Leur quartier général est la Tour Stark puisque le Manoir des Vengeurs a été détruit dans Avengers Disassembled). La tour de guet de Sentry surplombe le bâtiment. La Tour Stark est habitée, outre Tony Stark et son majordome Edwin Jarvis, par Peter Parker et sa famille (sa femme Mary Jane Watson-Parker et sa tante May Parker), les habitations du couple Parker et de tante May ayant été détruites de manière criminelle.
Après Civil War, l'équipe passe à la clandestinité et change de composition. Luke Cage devient le leader du Docteur Strange, d'Iron Fist, de Ronin (en fait, Œil de Faucon ressuscité), de Spider-Man, de Spider-Woman et de Wolverine.

## Deuxième série (2010-2012)
Avec  l'Âge héroïque (Heroic Age) New Avengers est relancé à partir du numéro 1 au printemps 2010.
Carol Danvers (Miss Marvel) et La Chose rejoignent l'équipe des Vengeurs de Luke Cage.
Daredevil rejoint l'équipe à l'occasion du crossover Fear Itself.

## Troisième série (depuis 2012)
En 2012, avec Marvel NOW!, une nouvelle série est lancée et Brian Bendis est remplacé dans l'écriture par Jonathan Hickman qui écrit également la cinquième série Avengers.
La série met en scène les Illuminati : 
- Flèche Noire
- Black Panther
- Captain America
- Doctor Strange
- Iron Man
- Red Richards
- Namor
- Maximus le Fou (frère fou de Flèche Noire)
- Hulk
- Le Fauve

## Apparition dans d'autres média

### Cinéma
L'équipe des New Avengers est intégrée à l'univers cinématographique Marvel à la fin du film Thunderbolts* réalisé par Jake Schreier en 2025. D'abord recrutés comme mercenaires par l'ex-directrice de la CIA, Valentina de Fontaine, celle-ci les présente comme les nouveaux Avengers avant qu'ils ne se retournent contre elle. L’équipe est composée des personnages suivants :
- La comtesse Valentina de Fontaine interprétée par Julia Louis-Dreyfus
- James « Bucky » Barnes / Soldat de l'Hiver interprété par Sebastian Stan[2]
- John Walker / U.S. Agent interprété par Wyatt Russell[2]
- Yelena Belova / Black Widow interprétée par Florence Pugh[3]
- Alexei Shostakov / Gardien Rouge interprété par David Harbour[3]
- Ava Starr / Fantôme interprétée par Hannah John-Kamen[3]
- Robert « Bob » Reynolds / Sentry interprété par Lewis Pullman

### Télévision
- 2010-2012 : Avengers : L'équipe des super-héros (série d'animation) dans l'épisode "New Avengers":

Dans cette version, cette équipe fut créée en raison de la disparition des Vengers. Après que Kang le conquérant réussit à s'évader de sa cellule, il prépara aussitôt un piège pour les Avengers. Ce plan marcha vu que les Vengeurs disparurent, mais avant de disparaître  Iron Man demanda à Jarvis d'activer le projet "Nouveaux Vengeurs". Alors que Kang attaqua la ville, Spider-man, Wolverine, La Chose, Iron Fist, Luke Cage et War Machine se réunissent pour combattre le conquérant.
Spider-Man devint le chef d'équipe et ensemble ils partirent confronter Kang pour sauver la ville. Après un long combat, les nouveaux vengeurs réussissent à le battre et à faire revenir les Avengers. L'équipe est alors composée de :
- Spider-Man
- Wolverine
- Luke Cage
- Iron Fist
- La Chose
- War Machine